# Avenue Despréaux
Pour les articles homonymes, voir Despréaux.
L'avenue Despréaux est une voie privée du hameau Boileau situé au no 38 de la rue éponyme dans le 16e arrondissement de Paris, en France.

## Situation et accès
Cette voie fait partie du hameau Boileau.
L'avenue Despréaux est desservie à proximité par les lignes 9 et 10 à la station Michel-Ange - Molitor.

## Origine du nom

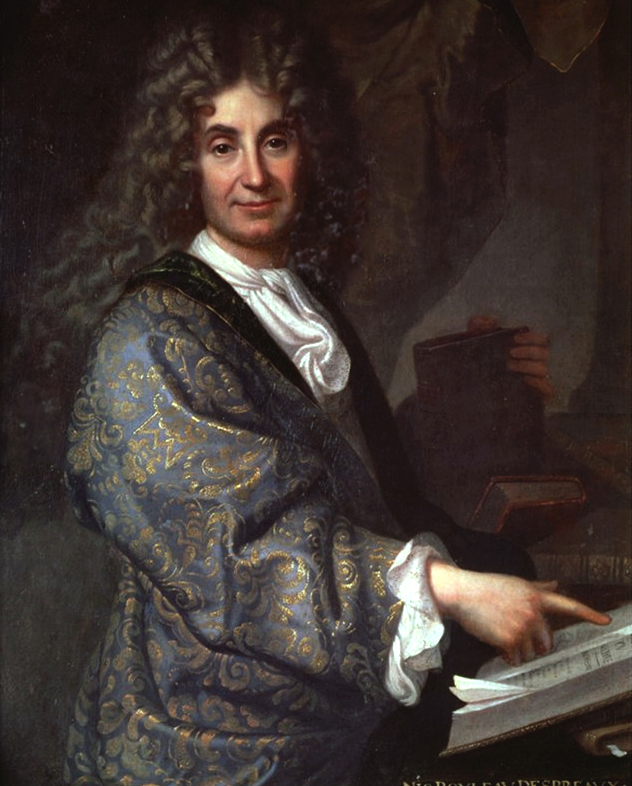
Portrait de Nicolas Boileau par Jean-Baptiste Santerre (1678).

Cette voie tient son nom du dramaturge Nicolas Despréaux, nom de naissance de Nicolas Boileau (1636-1711).

## Historique
Cette voie est créée en 1838 sous sa dénomination actuelle sur le terrain du hameau Boileau appartenant à l'imprimeur Rose-Joseph Lemercier et a été dessinée par l'architecte Théodore Charpentier.
Le hameau Boileau a été classé comme site par décret du 3 juillet 1970 alors qu'il faisait face à des menaces de démolition de la part de promoteurs immobiliers.

## Bâtiments remarquables et lieux de mémoire
- No 24 : manoir néogothique-normand avec tourelle et colombages réalisé par l’architecte Jean-Charles Danjoy[2]. Cette villa accueille en 1969 le tournage extérieur du film Hibernatus avec Louis de Funès[3],[4].